# ビクトル・ダビラ
ビクトル・アレハンドロ・ダビラ・サバラ（Víctor Alejandro Dávila Zavala, 1997年11月7日 - ）は、チリ・イキケ出身の同国代表サッカー選手。PFC CSKAモスクワ所属。ポジションはFW（左ウィング、センターフォワード）。

## クラブ経歴
2014年に国内リーグのCDウアチパトでプロデビュー。2017年7月1日にリーガMXのクルブ・ネカクサと契約。加入した2017-18シーズンは、ライバルチームのCFパチューカに本田圭佑が所属していたこともあり、日本でもリーガMXが注目される。2018年3月17日の後期リーグのパチューカ戦では、本田がアシストを決めた試合で、後半25分に同点ゴールを決め、1-1の引き分けに持ち込んだ。同シーズンは16試合4ゴールを記録し、翌2018-19シーズンはシーズン途中まで16試合6ゴールを決めた。
2018年12月18日、パチューカへの移籍が決定した。
2021年1月より、クラブ・レオンへ加入することが発表された。
2023年8月、PFC CSKAモスクワに移籍した。

## 代表歴
2017年にU-20のチリ代表に招集され、南米ユース選手権に出場。翌2018年にフル代表初招集。6月5日のセルビア戦でフル代表デビュー。コパ・アメリカ2019の代表候補にも挙がっていたものの、落選に終わった。

## タイトル
ネカクサ
- コパMX : クラウスーラ2018
- スーペルコパMX（スペイン語版）: 2018

レオン
- リーグスカップ : 2021
- CONCACAFチャンピオンズリーグ : 2023